# Kurzschnabelkolibri
Der Kurzschnabelkolibri (Ramphomicron microrhynchum), manchmal auch Kleinschnabelkolibri oder auch Purpur-Kurzschnabelkolibri  genannt, ist eine Vogelart aus der Familie der Kolibris (Trochilidae). Die Art hat ein großes Verbreitungsgebiet, das die südamerikanischen Länder Bolivien, Peru, Ecuador, Kolumbien und Venezuela umfasst. Der Bestand wird von der IUCN als „nicht gefährdet“ (least concern) eingeschätzt.

## Merkmale

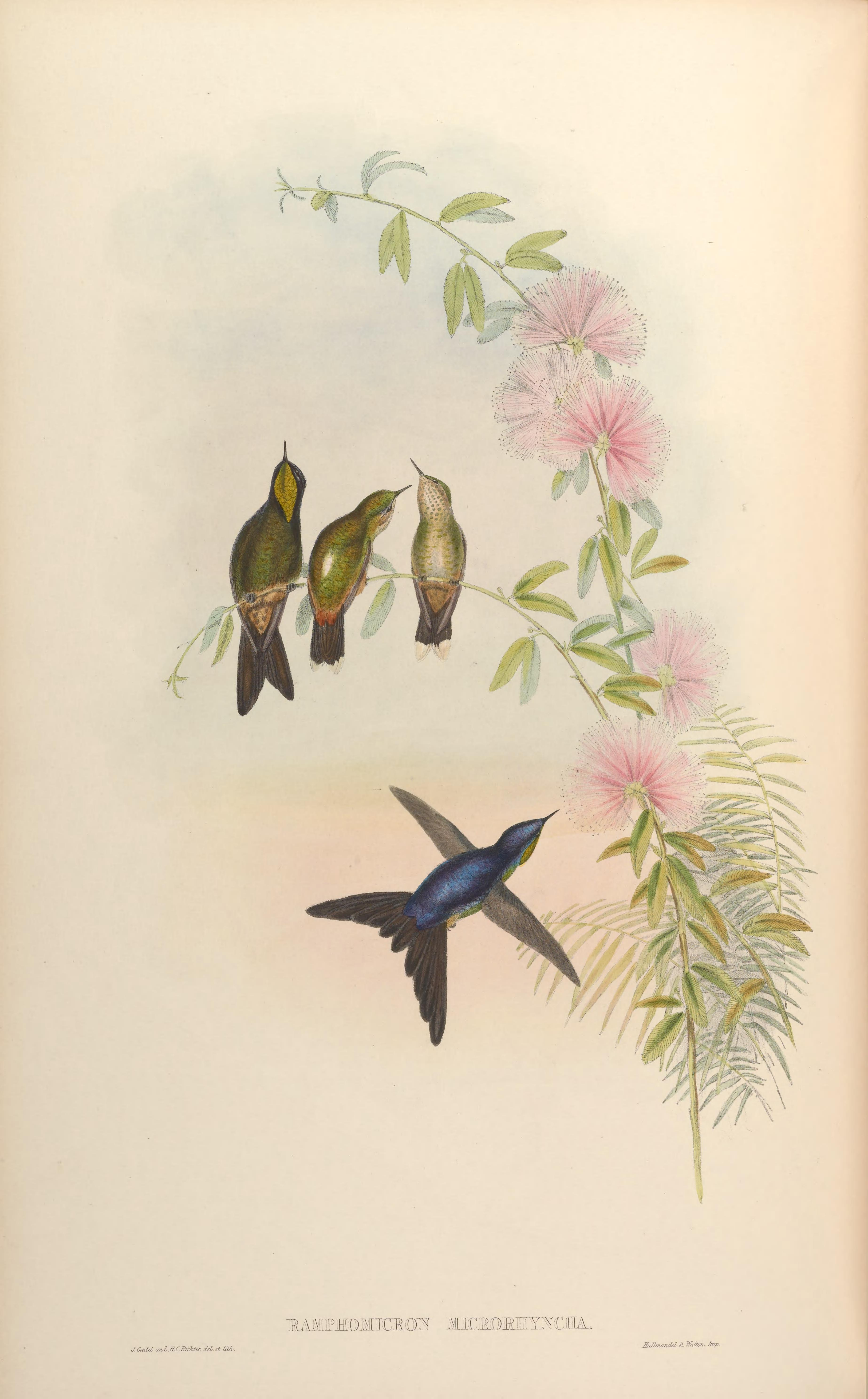
Kurzschnabelkolibri gemalt von John Gould & Henry Constantine Richter

Der Kurzschnabelkolibri erreicht eine Körperlänge von etwa 8 Zentimetern. Er hat den kürzesten Schnabel aller Kolibris, der nur bis zu 5 Millimeter lang wird. Das Männchen hat eine glänzende purpurne Oberseite.  Postokular (hinter den Augen) findet sich ein kleiner weißer Fleck. Die Kehle funkelt goldgrün, während der Rest der Unterseite grün schimmert. Der lange gegabelte Schwanz ist schwarz. Das Weibchen ist farblich etwas blasser. Die Oberseite ist metallischgrün und hat ebenfalls den postokularen weißen Fleck. Manchmal hat es weiße Streifen im hinteren Bereich der Oberseite. Die Unterseite ist weiß mit reichlich grünen runden Sprenkeln. Dabei hat das Weibchen einen relativ langen schwarzen Schwanz, an dem die äußeren Steuerfedern weiß gepunktet sind. Der Schwanz ist nicht so stark gegabelt wie beim Männchen.

## Verbreitung und Lebensraum
Die Art kommt an den Rändern typischer Nebelwälder und in den oberen Bereichen von feuchten Krummholzzonen mit niedrigen, knorrig wachsenden Bäumen sowie in buschigem Hochland in Höhen zwischen 2500 und 3600 Metern vor.

## Verhalten
Der Kurzschnabelkolibri hält sich während der Mittagshitze überwiegend im Kronenbereich der Bäume auf. Dann sitzt er meist im äußeren Geäst. Seinen Nektar sammelt er zusammen mit Artgenossen an den blühenden Bäumen. Bei der Nektarsuche schwirrt er meist vor den Blüten und hält sich selten fest. Neben dem Nektar ernährt er sich von Insekten. Dabei durchforstet er das Laub und pickt sich die Insekten heraus. Sein pendelnder Flug gleicht dem der Bienen. Vor den Augen eines Weibchens zeigt das Männchen ein ausgeprägtes Balzverhalten.

## Unterarten

Verbreitungsgebiet des Kurzschnabelkolibris

Bisher sind vier Unterarten bekannt, die sich vor allem durch ihre Färbung unterscheiden:
- Ramphomicron microrhynchum microrhynchum (Boissonneau, 1840)[2] – kommt als Nominatform in den Anden von Kolumbien über Ecuador bis in den Nordwesten Perus vor.
- Ramphomicron microrhynchum andicolum Simon, 1921[3] – Simon vergab ursprünglich den Namen R. m. andicola. Diese Art ist in den venezolanischen Anden des Bundesstaates Mérida präsent. Beim Männchen ist der Schwanz im Gegensatz zur Nominatform schwarzviolett. Brust und Bauch sind schimmernd grasgrün. Die Unterschwanzdecken sind zimtfarben bis gelbbraun mit kleinen blauvioletten Punkten. Das Weibchen ist bronzefarben an den oberen Schwanzdecken. Die Unterseite ist eher gelbbraun denn weiß mit ebenfalls grünen Flecken. Die Unterschwanzdecken sind hell rotbraun.
- Ramphomicron microrhynchum albiventre Carriker, 1935[4] – ist in den Anden Zentralperus in den Regionen Huánuco, Cuzco und Apurímac verbreitet. Die Oberseite ist ähnlich der Nominatform. Der Farbton der Kehle ist weniger goldorange, eher gelbgrün. Die Unterseite hat ein klareres Grün und ist weniger goldbronzen. Das Gelbbraun am Bürzel und den unteren Schwanzdecken wird durch ein schmutziges Weiß ersetzt. Auf den Unterschwanzdecken sind die zentralen Steuerfedern dunkelviolett.[4]
- Ramphomicron microrhynchum bolivianum Schuchmann, 1984[5] – trifft man in Bolivien in der Cordillera de Cocapata in der Nordwestecke des Departamento Cochabamba. Diese Unterart hat als einzige eine metallisch violette Oberseite. Die Unterseite mit der gelbgrünen Kehle ist ähnlich wie R. m. albiventre. Das Grün am Bauch ist dunkler als bei der Nominatform und R. m. andicolum. Der stark gegabelte Schwanz ist dunkelblau.

## Etymologie und Forschungsgeschichte
Auguste Boissonneau beschrieb den Kurzschnabelkolibri unter dem Namen Ornismya microrhyncha. Der Artikel stammte laut der Originalbeschreibung aus dem Dezember des Jahres 1839, wurde aber möglicherweise erst im Jahr 1840 publiziert. Erst später wurde die Art der Gattung Ramphomicron zugeordnet. Ramphomicron leitet sich aus den griechischen Wörtern ῥάμφος rhámphos für „Schnabel“ und  mikrón für „klein“ ab. Der Artname microrhynchum hat einen ähnlichen etymologischen Ursprung wie der Gattungsname, nur dass hier die Worte (mikrón + ῥύγχος rhynchos für „Schnabel, Schnauze“) andersherum zusammengesetzt wurden. Andicolum ist ein lateinisches Wortgebilde aus Andinum für „Anden“ und -cola, colere für „Bewohner, bewohnen“. Albiventre setzt sich aus den lateinischen Wörtern albus für „weiß“ und ventris für „Bauch“ zusammen. Schließlich steht bolivianum für das Land Bolivien, da Karl-Ludwig Schuchmann das Verbreitungsgebiet dieser isolierten Population nur Bolivien zuordnete, obwohl er nicht ausschloss, dass sie eventuell auch ganz im Süden Perus vorkommen könnte.